# August Thys
Petrus Augustinus (August) Thys (Antwerpen, 15 november 1895 - Wijnegem, 11 september 1959) was een Belgisch worstelaar.

## Levensloop
Thys was aangesloten bij WC Verenigde Krachtmeters te Antwerpen. Hij nam deel aan de Olympische Zomerspelen van 1920 en 1924. In 1920 werd hij vierdes bij de lichtgewichten in de vrije stijl. In de strijd om het brons werd hij uitgeschakeld door de Brit Peter Wright. Vier jaar later werd hij door de Fin Eetu Huupponen uitgeschakeld in de tweede ronde in deze discipline bij de vedergewichten.